# Faassen (toneelspelersfamilie)
De Nederlandse familie, Faassen heeft een flink aantal toneelspelers opgeleverd. Voorbeelden hiervan zijn:
Alexander, senior, Nederlands toneelspeler, geboren op 8 augustus 1839 in 's-Gravenhage, en gestorven op 15 maart 1931 in 's-Gravenhage. Hij is vader van Alexander junior en Marie, en broer van Rosier Faassen.
Hij speelde evenals Rosier eerst in het Frans, kwam in 1860 als Nederlands acteur aan de Amsterdamse Stadsschouwburg en was sinds 1867 met een onderbreking van 10 jaar in Rotterdam werkzaam, ook als leider van een eigen gezelschap. Hij speelde ernstige en fijnkomische karakterrollen uit de burgerlijke sfeer.
Alexander, junior, Nederlands toneelspeler,  geboren op 5 oktober 1873 in Rotterdam, en gestorven op 29 september 1911 in Amsterdam. Hij is de zoon van Alexander sr., en broer van Marie.
Hij kwam via engagementen bij Alexander Zaalborn en Chris de la Mar bij de Nederlandse Toneelvereniging, waar hij een van de pioniers werd van het naturalisme, vooral in het werk van Herman Heijermans. Alexander jr. en Marie Faassen noemden zich tijdelijk naar hun moeder: Post.
Marie, Nederlands toneelspeelster, geboren op 7 maart 1872 in Rotterdam, en gestorven op 29 januari 1963 in Amsterdam. Zij is de dochter van Alexander Faassen senior
Zij was verbonden aan de Nederlandse Toneelvereniging en na de Tweede Wereldoorlog werkte zij onder Verkade-Verbeek, Van Dalsum-Defresne en bij Van der Lugt Melsert. In 1951 nam zij bij het Nederlands Volkstoneel afscheid. Zij was de vertolkster van het sobere, natuurgetrouwe spel in naturalistische stukken, vooral in het werk van Herman Heijermans: Kniertje (Op hoop van zegen), Eva Bonheur (Eva Bonheur).
Rosier, eigenlijk: Pieter Jacobus, Nederlands toneelspeler en -schrijver, geboren op 9 september 1833 in 's-Gravenhage, en gestorven op 2 februari 1907 in Rotterdam. Hij is de broer van Alexander Faassen senior.
Hij speelde sinds 1850 aan de Vaudeville Français in Amsterdam, werd Nederlands acteur bij het gezelschap Van Lier, en kwam in 1876 bij het gezelschap Legras, Van Zuylen en Haspels in Rotterdam. Hij blonk uit in fijnkomische karakterrollen aan een conservatieve gezindheid.
Werken: Manus de snorder, Annemie, Zwarte Griet, Mijn leven (autobiografie)